# Homosteus
Homosteus is een geslacht van uitgestorven afgeplatte arthrodire placodermen uit het Midden-Devoon. Fossielen worden voornamelijk gevonden in oude lagen uit het Eifelien van Europa, Canada, Groenland en Estland. Alle soorten hadden relatief grote, afgeplatte koppen met, zoals de naar boven openende oogkassen suggereren, naar boven gerichte ogen. Deze aanpassingen suggereren dat de verschillende soorten bodemroofdieren waren. Een onderzoek naar Titanichthys daarentegen suggereert dat soorten Homosteus in plaats daarvan filtervoeders waren.

## Soorten
- Homosteus formosissimus is de typesoort van het geslacht. Het is een dun geplateerde soort uit de Aruküla-bedden uit het Eifelien van Estland. Hoewel Homosteus sulcatus eerder in 1837 werd beschreven, is Homosteus formosissimus de typesoort omdat Homosteus sulcatus oorspronkelijk werd benoemd als de weekschildpad Trionyx sulcatus. Homosteus formosissimus had een kleine, dunne kiel in het dorsale centrum van zijn mediane dorsale plaat.
- Homosteus arcticus is gebaseerd op een vijftien centimeter lange preorbitale plaat uit het vroege Eifelien van de Wood Bay-formaties van Spitsbergen, Noorwegen. In vergelijking met andere soorten suggereert de anatomie van de plaat dat de soort erg basaal is voor het geslacht. Denison (1978) suggereert dat de soort verschillend genoeg kan zijn om zijn eigen aparte geslacht te verdienen.
- Homosteus cf arcticus is gebaseerd op een exemplaar gevonden in de lagen van het Emsien van de Wood Bay-formaties van Spitsbergen. Hij kan wel of niet van dit geslacht zijn.
- Homosteus kochi komt uit het Givetien van het Midden-Devoon van Canning Land, Groenland. Homosteus kochi heeft een relatief zeer smalle nekplaat.
- Homosteus latus is een gigantische soort uit de Aruküla-bedden uit het Eifelien van Estland, en kan sympatrisch hebben bestaan met Homosteus formosissimus. Homosteus latus verschilde van Homosteus formosissimus doordat hij relatief dikke platen had, een grote, massieve kamachtige kiel langs het dorsale midden van de mediale dorsale plaat en kopplaten van meer dan een meter lang. Oorspronkelijk beschreven als Trionyx latus Kutorga 1837.
- Homosteus manitobensis wordt gevonden in de Elm Point-kalksteen uit het Eifelien van Manitoba. Gebaseerd op een paar paranuchale en marginale platen die oorspronkelijk aan het geslacht Dinichthys werden toegewezen. Homosteus manitobensis is het enige lid van het geslacht dat in het eigenlijke Noord-Amerika voorkomt.
- Homosteus milleri komt uit het Givetien van wat nu de Orkney- en Shetlandeilanden zijn. Het is een middelgrote soort met een relatief zeer rechthoekige mediane dorsale plaat.
- Homosteus sulcatus is een andere soort uit de Aruküla-bedden uit het Eifelien van Estland. Hoewel Homosteus sulcatus eerder werd beschreven dan Homosteus formosissimus, werd Homosteus sulcatus oorspronkelijk beschreven als de weekschildpad Trionyx sulcatus Kutorga 1837. Homosteus sulcatus had dikke platen en een goed ontwikkelde kiel op het dorsale midden van de mediane dorsale plaat. Hij was groter dan Homosteus formosissimus, maar nog steeds veel kleiner dan Homosteus latus.